# Вратарьов Олександр Львович
Олекса́ндр Льво́вич Вратарьо́в (нар. 29 червня 1936, Вінниця) — радянський i український поет, драматург, перекладач.

## Життєпис
1966 року закінчив Київський інженерно-будівельний інститут — навчався на факультеті теплогазопостачання і вентиляції.
Писати почав у середині 1960-х, його вірші використовували в спектаклях і мультфільмах. Є автором кількох сотень популярних українських естрадних пісень. Писав у співавторстві з Леонідом Вербицьким, Олександром Злотником («Все золото світу»), Володимиром Бистряковим, Романом Майоровим та іншими.
Близько 20-ти років дружив з композитором Леонідом Вербицьким, у співавторстві з яким створив пісню «Идет девчонка» («Іде дівчинка») (1965), яка стала відомою у виконанні Юлії Пашковської. Пісня «Дуель» (1969), відома під назвою «Романс Наталі», стала улюбленою для багатьох поколінь.
Його пісні виконували Дмитро Гнатюк, Назарій Яремчук, Софія Ротару, Юрій Богатиков, Анна Герман, Тамара Гвердцителі, Юрій Гуляєв, Людмила Гурченко, Радмила Караклаїч, Микола Караченцов, Юлія Пашковська, Йосип Кобзон, Майя Кристалінська, Валерій Леонтьєв, Ані Лорак, Олександр Малінін, Джордже Мар'янович, Тамара Міансарова та багато інших.
Незважаючи на велику кількість віршів, першу поетичну збірку «Каштановий блюз» випустив лише до свого 70-річчя.
Живе та працює в Києві.

## Творчість

### Книги
- 2006 — «Каштановий блюз»

### Фільмографія
- «Зелена пігулка» (1974) мультфільм
- «День, коли щастить» (1983) мультфільм
- «Як Петрик П'яточкін слоників рахував» (1984) мультфільм
- «Дострибни до хмаринки» (1988) мультфільм
- «Повертайся, Капітошко!» (1989) мультфільм
- «Дерев'яні чоловічки» [Архівовано 2 червня 2022 у Wayback Machine.] (1990) мультфільм
- «Запорожець за Дунаєм» (2007) фільм та ін.

### Деякі пісні
- «На реке» (1958) (Перша пісня О. Вратарьова) — (музика Леонід Вербицький) — Зінаїда Невська
- «Акварель» (1978) (музика Р. Майоров) — Анна Герман
- «Четверта весна» (1982) (музика А. Семенов) — Юрій Богатиков.
- «Леді Гамільтон» (1993) (музика В. Бистряков) — Микола Караченцов
- «Осінь» (музика Є. Дергунов) — Валентина Купріна
- «Карусель» (музика Л. Вербицький) — Костянтин Огнєвий
- «Слід на землі» (музика Л. Вербицький) — Леонід Вербицький
- «Клич мене» (музика Б. Монастирський) — Ліна Прохорова
- «Веселий дощ» (музика О. Білаш) — Діана Петриненко
- «Жоржини» (музика М. Скорик) — Людмила Артеменко
- «Рідна Україна» (музика О. Злотник) — Алла Кудлай
- «Все золото світу» (музика О. Злотник) — Іво Бобул